# Gewone zandmuur
Gewone zandmuur (Arenaria serpyllifolia) is een plant uit de anjerfamilie (Caryophyllaceae).
De plant wordt 2–25 cm hoog en bloeit in Nederland van mei tot de herfst met witte of soms lichtblauwe bloempjes. De vrucht is een dikwandige doosvrucht, die bij het samendrukken met een geluidje openspringt. De kroonbladen zijn 1,8-2,7 mm lang en de kelkbladen zijn 3–4 mm lang.

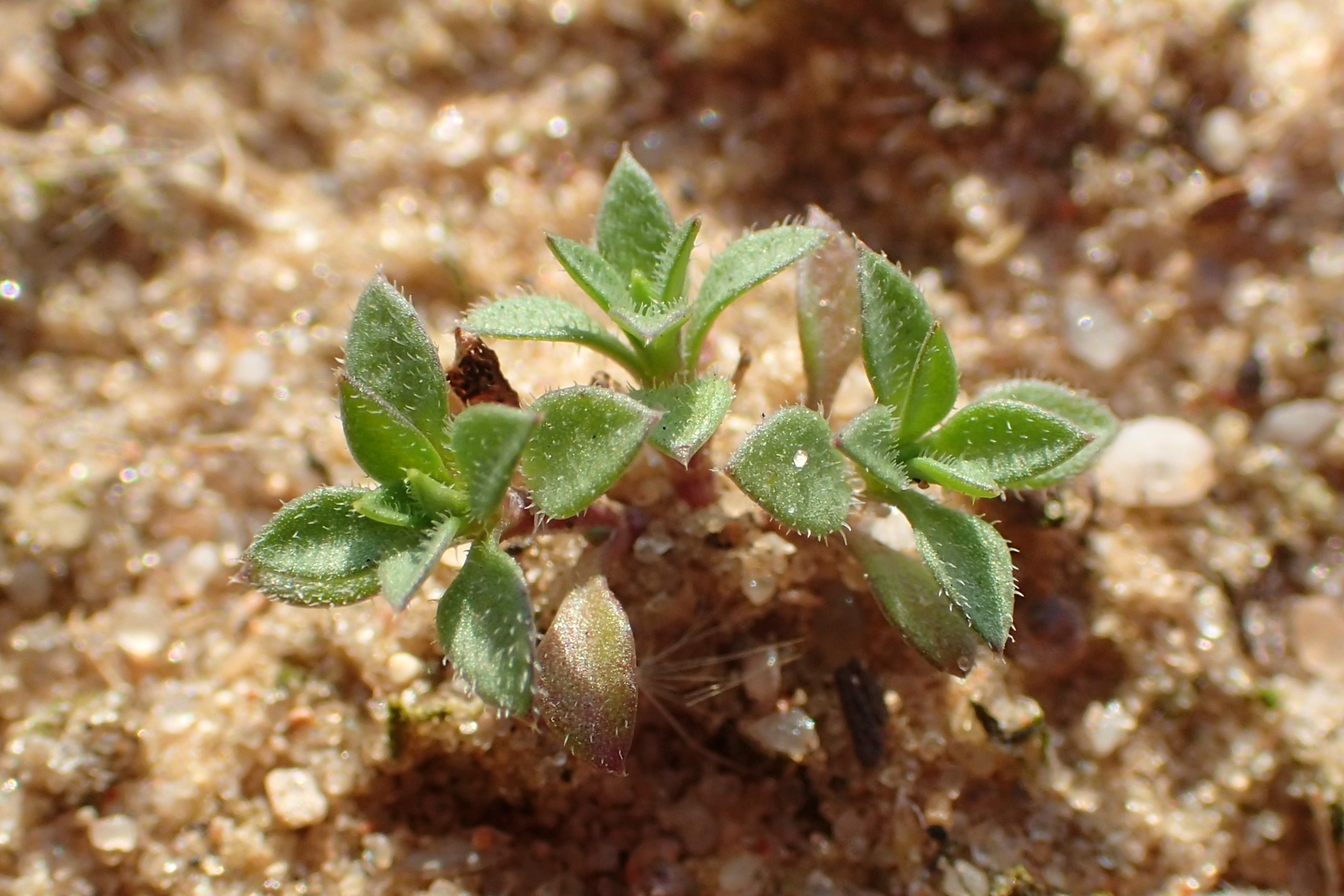
Plant
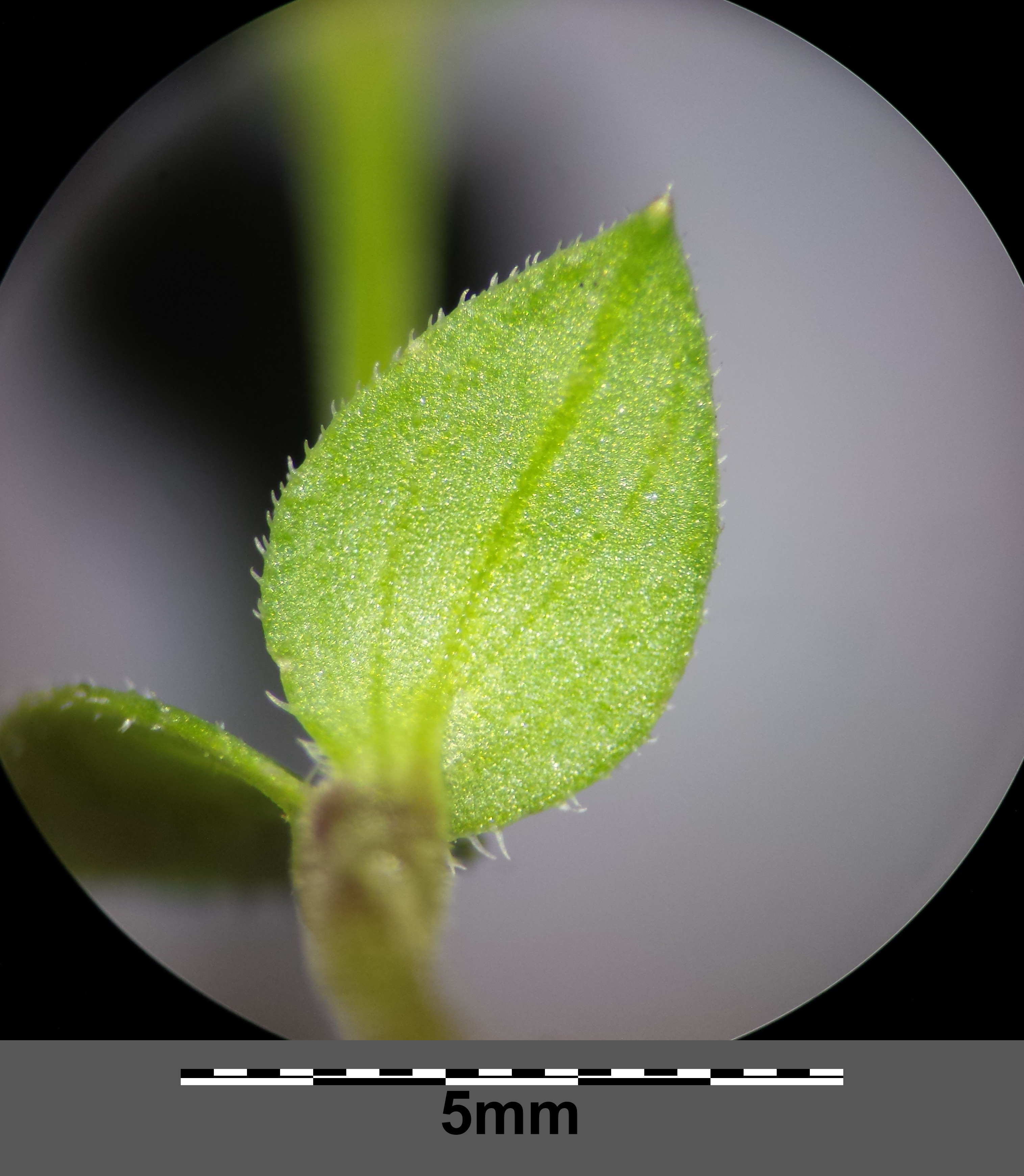
Blad
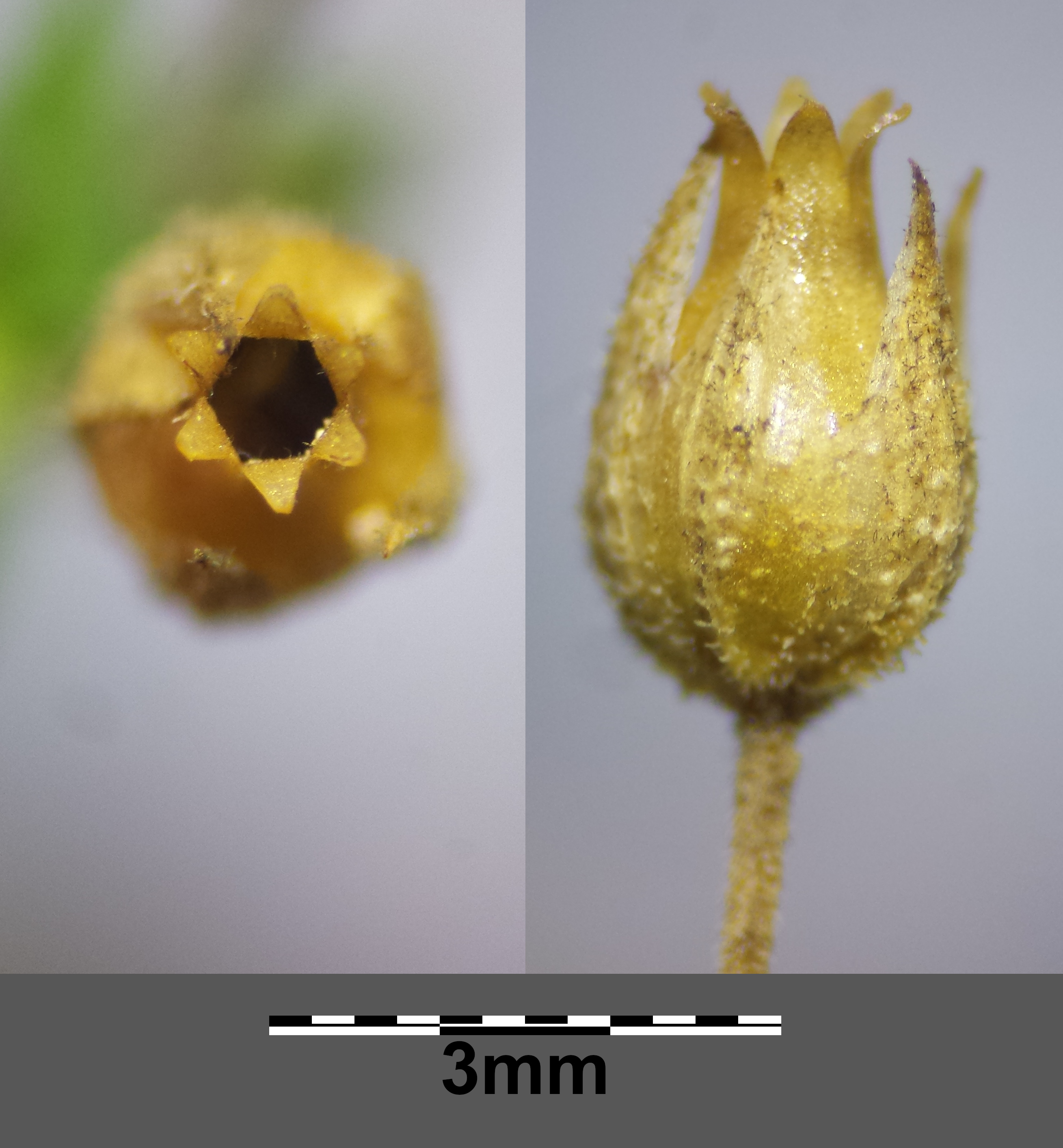
Vrucht
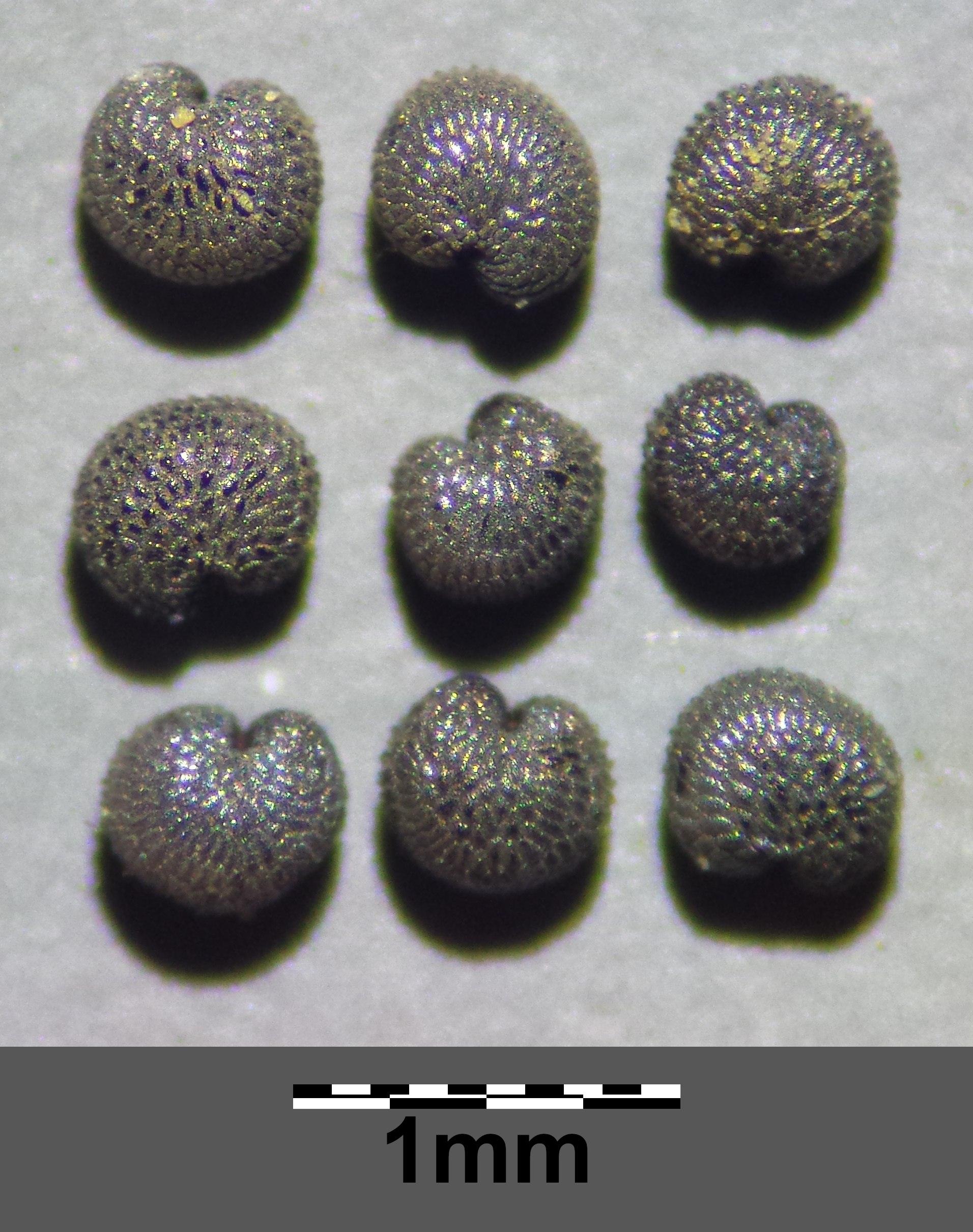
Zaden

Gewone zandmuur komt voor op de open plekken van zandgrond.